# علی نوری حکمی
علی نوری حکمی (؟–۱۳۳۵ ه‍.ق ابن بابویه) معروف به شیخ شوارق مجتهد، نمایندهٔ مردم در مجلس شورای ملی و رئیس دیوان عالی تمیز (دیوان عالی کشور) در زمان احمدشاه بود.
علی نوری درس‌های حوزوی را نزد حکیم محمدرضا قمشه‌ای و آقاعلی زنوزی به اتمام رسانید. او از مجتهدان و مدرسان بنام عصر قاجار بوده، در مدرسهٔ مروی به تدریس حکمت مشغول بود.
سید موسی زرآبادی و علّامه محمد قزوینی از شاگردان برجستهٔ وی بودند.